# الصهاريج الأثرية
 الصهاريج الأثرية هو معلم أثري تونسي مصنف من قبل المعهد الوطني للتراث يقع في ولاية القيروان في الوسط الغربي التونسي، تحديدا في مدينة هنشير بوزيان تم تصنيف المعلم في يوم 6 يناير 1901 .

## مقالات ذات صلة
- قائمة المعالم الأثرية المصنفة في تونس